# أيمن اللبدي
أيمن داود اللبدي (1962 -) أديب وكاتب وشاعر وصحافي فلسطيني، وُلِد في مدينة طولكرم الفلسطينية. عمل في مجالات التعليم والصحافة والتسويق، وهو رئيس تحرير صحيفة «الحقائق الثقافية»، ونائب رئيس تحرير صحيفة «الحقائق الدولية»، ورئيس تحرير مجلة «حيفا لنا». له عدة مؤلفات أدبية وشعرية ونقدية مطبوعة، وهو عضو الاتحاد العام للكتاب والأدباء الفلسطينيين، ومسؤول تجمّع الأدباء والكتاب الفلسطينيين.

## سيرته
وُلِد أيمن داود اللبدي في مدينة طولكرم بفلسطين في فبراير عام 1962، تلقى تعليمه في مدارس مدينته طولكرم، وأنهى الثانوية عام 1980 في المدرسة الفاضلية بالمدينة. التحق بعد ذلك بجامعة بيرزيت حيث تخرج منها عام 1985 من كلية العلوم بتخصص كيمياء حيوية وأحياء.
عمل في مجالات التعليم والصحافة والتسويق، وتولى منصب رئيس تحرير صحيفة «الحقائق الثقافية»، ونائب رئيس تحرير صحيفة «الحقائق الدولية»، كما تولى رئاسة تحرير مجلة «حيفا لنا». له عدة مؤلفات أدبية وشعرية ونقدية مطبوعة وموقع شخصي، ويكتب الشعر العمودي والشعر الحر بالإضافة إلى الشعر باللغة الإنجليزية، وهو عضو الاتحاد العام للكتاب والأدباء الفلسطينيين منذ عام 1982، ورئيس لجنة الإعلام والنشر والعلاقات العامة في تجمّع الأدباء والكتاب الفلسطينيين، والناطق الرسمي باسم التجمع.

## مؤلفاته
له مجموعة من المؤلفات الأدبية والشعرية والنقدية المطبوعة، ومنها:

### دواوين شعرية
- «من وصايا النزف»، عام 1980 - فلسطين.
- «هوامش على تغريبة القمر العائد»، عام 1996 - السعودية.
- «انتفاضيات»، عام 2003 - سوريا.
- «مانفستو لا»، عام 2006 - دار مجدلاوي، الأردن.
- «صباح الخير يا هانوي: الخروج من نسيء القبيلة»، عام 2008 - دار مجدلاوي، الأردن.
- «أولًا إني أحبّك»، عام 2010 - دار مجدلاوي، الأردن.

### كتب نقدية
- «الشعرية والشاعرية»، عام 2008 - دار الشروق، الأردن.

### كتب أدبية
- «مسائل أساسية في الشعر العربي المعاصر»، عام 2003.
- «الموسيقى الداخلية في النص الأدبي وأزمة قصيدة النثر العربية»، عام 2003.

### قصائد شهيرة
مُدرج بين شعراء العربية من شعراء فلسطين المهمين وفي أكثر من موقع تصنيفي للشعراء العرب، ومن أشهر قصائده قصيدة «رسالة إلى ملك الليلك»، وقصائده المكتوبة لمدينة القدس والتي أطلق عليها مقدسيات ومنها:
- قصيدة «سجّل أنا القدس».[10]
- وقصيدة «مدينتي».[11]

## جوائز
نال عدة جوائز وتكريمات منها جائزة درع القصيدة العمودية من مهرجان سوق عكاظ ضمن أسبوع فلسطين الثقافي.

## وصلات خارجية
- أيمن اللبدي على موقع المكتبة المفتوحة (الإنجليزية)